# Euphranta leichhardtiae
Euphranta leichhardtiae är en tvåvingeart som beskrevs av Permkam och Albany Hancock 1995. Euphranta leichhardtiae ingår i släktet Euphranta och familjen borrflugor. Inga underarter finns listade i Catalogue of Life.